# Devichour
Devichour – gaun wikas samiti w środkowej części Nepalu w strefie Bagmati w dystrykcie Lalitpur. Według nepalskiego spisu powszechnego z 2001 roku liczył on 487 gospodarstw domowych i 2734 mieszkańców (1344 kobiet i 1390 mężczyzn).